# Alto del Perdón

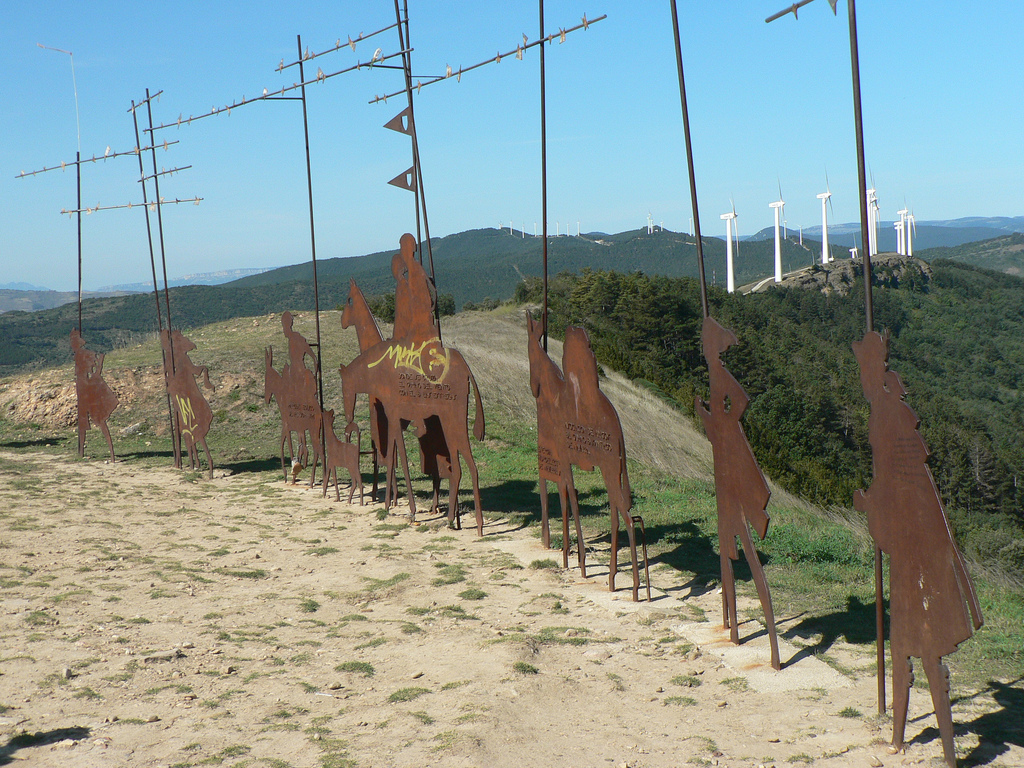
Skulptura poutníků v průsmyku Alto del Perdón

Alto del Perdón je horský průsmyk v pohoří Sierra del Perdón, který se nachází v severovýchodním Španělsku, v regionu známém jako Navarra. Přesněji je umístěn 13 km jižně od města Pamplona a 10 km severně od města Puente de la Reina. Nadmořská výška průsmyku, přes který vede Svatojakubská cesta (Camino francés), činí 735 metrů nad mořem.
Cesta k vrcholu Alto del Perdón představuje pro poutníky značnou námahu, neboť výškový rozdíl mezi městem Pamplona a horským průsmykem činí zhruba pět set metrů; trasa je vedena v nekrytém terénu mezi poli.
Východně od průsmyku, jak pohoří stoupá na nadmořskou výšku až 1000 m n. m., se nachází rozsáhlý park větrných elektráren, které sledují horský hřeben.
V roce 1996 byla do průsmyku na severní okraj umístěna skulptura poutníků trasy Camino de Santiago (Svatojakubské cesty), doplněná nápisem ve španělštině Donde se cruza el camino del viento con el camino de las estrellas (Kde se cesta větru kříží s cestou hvězd). Autorem díla je španělský sochař Vicente Galbete.